# Nick Mason
Nicholas Berkeley Mason (Birmingham, 27 januari 1944) is een Britse drummer.
Hij is bekend geworden als drummer en sporadisch componist van de band Pink Floyd. Hij is de enige die sinds de oprichting in 1965 altijd deel heeft uitgemaakt van de band.
Mason studeerde aan de Regent Street Polytechnic, waar hij kennismaakte met Roger Waters, Syd Barrett, Bob Klose en Rick Wright. In 1964 richtten ze de band Sigma 6 op, waaruit later Pink Floyd ontstond.
In 1981 maakte hij met Carla Bley (en met medewerking van Robert Wyatt) het album Fictitious Sports, eigenlijk een Bley-album.
In 1985 maakt hij de plaat Profiles met ex-10CC'er Rick Fenn. Met Fenn heeft hij ook een productiemaatschappij die radiocommercials levert.
Naast zijn werk met Pink Floyd heeft hij ook met anderen samengewerkt, bijvoorbeeld als drummer en producer voor Steve Hillage en Robert Wyatt, drummer voor Michael Mantler en producer voor The Damned. Dit laatste omdat Syd Barrett niet kwam opdagen. The Damned vonden Nick aardig, maar de muzikale neuzen stonden niet echt dezelfde kant op, aldus de groep.
Mason is via zijn maatschappij Ten Tenths eigenaar van verschillende klassieke auto's, waaronder een Ferrari 250 GTO. Mason heeft vijfmaal deelgenomen aan de 24 uur van Le Mans. Zijn dochter Holly is getrouwd met Marino Franchitti, autocoureur en broer van meervoudig IndyCar-kampioen Dario Franchitti. Ook is hij in het bezit van een brevet voor (helikopter)piloot.
In 2004 publiceerde Mason in Engeland een boek over zijn leven als lid van Pink Floyd, getiteld Inside Out. Hij gaf toe dat het een subjectieve kijk op de band was, maar zijn droge humor viel goed bij het publiek, dat Pink Floyd vaak zag als introverte doemdenkers.
Op de slotceremonie van de Olympische Spelen van 2012 bracht Nick Mason samen met Ed Sheeran het nummer Wish You Were Here.
Vanaf 2018 was hij betrokken bij en naamgever van liveband Nick Mason's Saucerful of Secrets.

## Soloalbums
- Fictitious Sports (1981, eigenlijk een album van Carla Bley)
- Profiles (1985, met Rick Fenn)
- White of the Eye (1987, soundtrack van de film)

Nummers van Pink Floyd
- Biblioteca Nacional de España: XX1024293
- Bibliothèque nationale de France: cb138971839 (data)
- Gemeinsame Normdatei: 120864975
- International Standard Name Identifier: 0000 0001 1068 490X
- Library of Congress Control Number: n93045590
- MusicBrainz: d6c37074-0155-46a3-8af2-338a4f625afc
- Nationale Bibliotheek van Tsjechië: ola2002151413
- Nationale Bibliotheek van Israël: 987007355653005171
- Nationale Bibliotheek van Polen: a0000001894595
- Nederlandse Thesaurus van Auteursnamen: 070655820
- Istituto Centrale per il Catalogo Unico: UBOV508437
- Système universitaire de documentation: 084272058
- Virtual International Authority File: 66652429
- WorldCat: E39PBJgd9T3j7m6KWGJD4CTyh3